# Ischnopteris stenoptila
Ischnopteris stenoptila är en fjärilsart som beskrevs av W. Warren 1907. Ischnopteris stenoptila ingår i släktet Ischnopteris och familjen mätare. Inga underarter finns listade i Catalogue of Life.